# Dendi Santoso
Dendi Santoso (sinh tại Malang, East Java, 16 tháng 5 năm 1990) là một cầu thủ bóng đá người Indonesia hiện tại thi đấu cho Arema FC ở Liga 1 ở vị trí tiền đạo.

## Bàn thắng quốc tế
Dendi Santoso: International under-23 goals
| Bàn thắng | Thời gian            | Địa điểm                                           | Đối thủ               | Tỉ số | Kết quả | Giải đấu     |
| --------- | -------------------- | -------------------------------------------------- | --------------------- | ----- | ------- | ------------ |
| 1         | 22 tháng 11 năm 2013 | Sân vận động Gelora Bung Karno, Jakarta, Indonesia | U-23 Papua New Guinea | 1–0   | 6–0     | 2013 MNC Cup |
| 2         | 24 tháng 11 năm 2013 | Sân vận động Gelora Bung Karno, Jakarta, Indonesia | U-23 Maldives         | 2–1   | 2–1     | 2013 MNC Cup |

## Danh hiệu

### Danh hiệu câu lạc bộ
Arema Indonesia (Arema FC)
- Indonesia Super League (1): 2009–10
- President Cup (1): 2017